# 羽黒山公園
羽黒山公園（はぐろやまこうえん）は、宮城県大崎市古川小野字羽黒にある公園。

## 概要
宮城県内では珍しく、彼岸花の群生が見られる公園である。彼岸花は天候に左右されず、9月中旬の彼岸前後に花を咲かせる。南側の斜面約5000㎡に、約15万本が咲く。
また、春には約500本のソメイヨシノを一望できる桜の名所としても知られる。

。

## アクセス
- 古川駅から車で15分
- 駐車場:無料

## 周辺
- 化女沼